# Liste der Biografien/Baci
Liste der Biografien |
Portal Biografien |
Personensuche
# |
A |
B |
C |
D |
E |
F |
G |
H |
I |
J |
K |
L |
M |
N |
O |
P |
Q |
R |
S |
T |
U |
V |
W |
X |
Y |
Z |
?
 
Ba |
Be |
Bd |
Bg |
Bh |
Bi |
Bj |
Bl |
Bm |
Bn |
Bo |
Br |
Bs |
Bu |
Bw |
By |
Bz
 
Baa |
Bab |
Bac |
Bad |
Bae |
Baf |
Bag |
Bah |
Bai |
Baj |
Bak |
Bal |
Bam |
Ban |
Bao |
Bap |
Baq |
Bar |
Bas |
Bat |
Bau |
Bav |
Baw |
Bax–Baz
 
Baca |
Bacc |
Bace |
Bach |
Baci |
Back |
Bacl |
Bacm |
Baco |
Bacq |
Bacr |
Bacs |
Bacu |
Bacv |
Bacy |
Bacz
Die Liste der Biografien führt alle Personen auf, die in der deutschsprachigen Wikipedia einen Artikel haben. Dieses ist eine Teilliste mit 29 Einträgen von Personen, deren Namen mit den Buchstaben „Baci“ beginnt.

## Baci
- Baci (* 1994), deutscher Rapper
- Baci, Adolfo (1834–1918), italienischer Komponist
- Baci, Gregor, ungarischer EdelmannGregor Baci

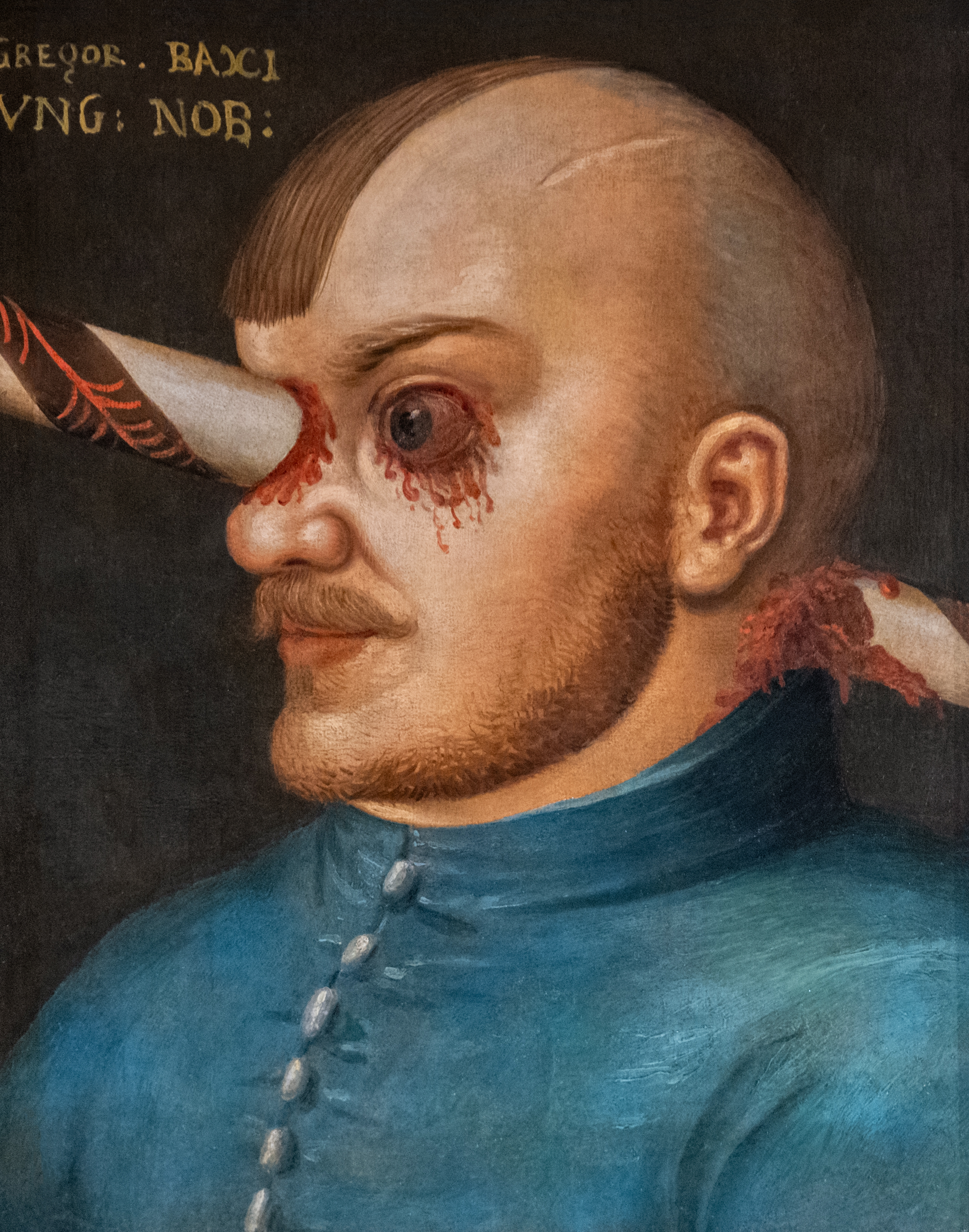
Gregor Baci

- Baçi, Millan (* 1955), albanischer Fußballspieler
- Baci, Sokol (1837–1920), albanischer Rebell und Woiwode von Shkodra

### Bacia
- Bacia, Jürgen (* 1950), deutscher Politologe und Archivar
- Bačianskaitė, Urtė (* 2000), litauische Leichtathletin

### Bacic
- Bačić, Doris (* 1995), kroatisch-bosnisch-herzegowinische Fußballspielerin
- Bačić, Lidija (* 1985), kroatische Sängerin und Schauspielerin
- Bacic, Steve (* 1965), kanadischer Schauspieler

### Bacig
- Bacigalupi, Paolo (* 1972), US-amerikanischer Science-Fiction-Autor
- Bacigalupo, Manuel (1916–1965), peruanischer Radrennfahrer
- Bacigalupo, Valerio (1924–1949), italienischer Fußballspieler

### Bacik
- Bacik, Ivana (* 1968), irische Politikerin und Rechtswissenschaftlerin
- Bacik, Waldemar (* 1947), deutscher Bahnrennfahrer
- Bačíková, Alžbeta (* 1990), slowakische Radsportlerin

### Bacil
- Bacil, Eduardo (* 1971), brasilianischer Volleyball- und Beachvolleyballspieler
- Băcilă, Cosmin (* 1983), rumänischer Fußballspieler
- Bacílek, Karol (1896–1974), tschechoslowakischer kommunistischer Politiker
- Bacilieri, Bartolomeo (1842–1923), italienischer Geistlicher, Bischof von Verona
- Bacilieri, Paolo (* 1965), italienischer Comiczeichner

### Bacin
- Bacinoni, Venant (1940–2022), burundischer Geistlicher und römisch-katholischer Bischof von Bururi

### Bacio
- Baciocchi, Félix (1762–1841), Herzog von Lucca (1805–1814/15)

### Baciu
- Baciu, Adrian (1978–2015), rumänischer Fußballspieler
- Baciu, Cornelia, Politikwissenschaftlerin
- Baciu, Diana (* 1994), moldauische Schachspielerin
- Baciu, Eugen (* 1980), rumänischer Fußballspieler
- Baciu, Ioana (* 1990), rumänische Volleyballspielerin
- Baciu, Ion (* 1944), rumänischer Ringer